# Platenlaase
Platenlaase ist ein Ortsteil der Gemeinde Jameln in der Samtgemeinde Elbtalaue im niedersächsischen Landkreis Lüchow-Dannenberg.

## Geographie
Der Ort liegt einen Kilometer südlich von Jameln an der Bundesstraße 248.

## Geschichte
Ursprünglich war Platenlaase ein Rundling, dieser brannte aber im Jahr 1802 ab. Das Dorf wurde als Reihendorf an der damaligen Poststraße, der heutigen B 248 wieder aufgebaut, wobei Teile des Rundlings erhalten blieben. Im Statistischen Handbuch für das Königreich Hannover sind für das Jahr 1848 24 Wohngebäude mit 141 Einwohnern belegt. Zu jener Zeit gehörte der Ort zur Hausvogtei des Amtes Dannenberg.

## Wirtschaft und Verkehr
Östlich des Ortes verläuft die Bahnstrecke Salzwedel–Dannenberg.

## Söhne und Töchter der Stadt
- Georg Heinrich Wappäus (1776–1836), Reeder und Kaufmann